# Guillermina Medrano

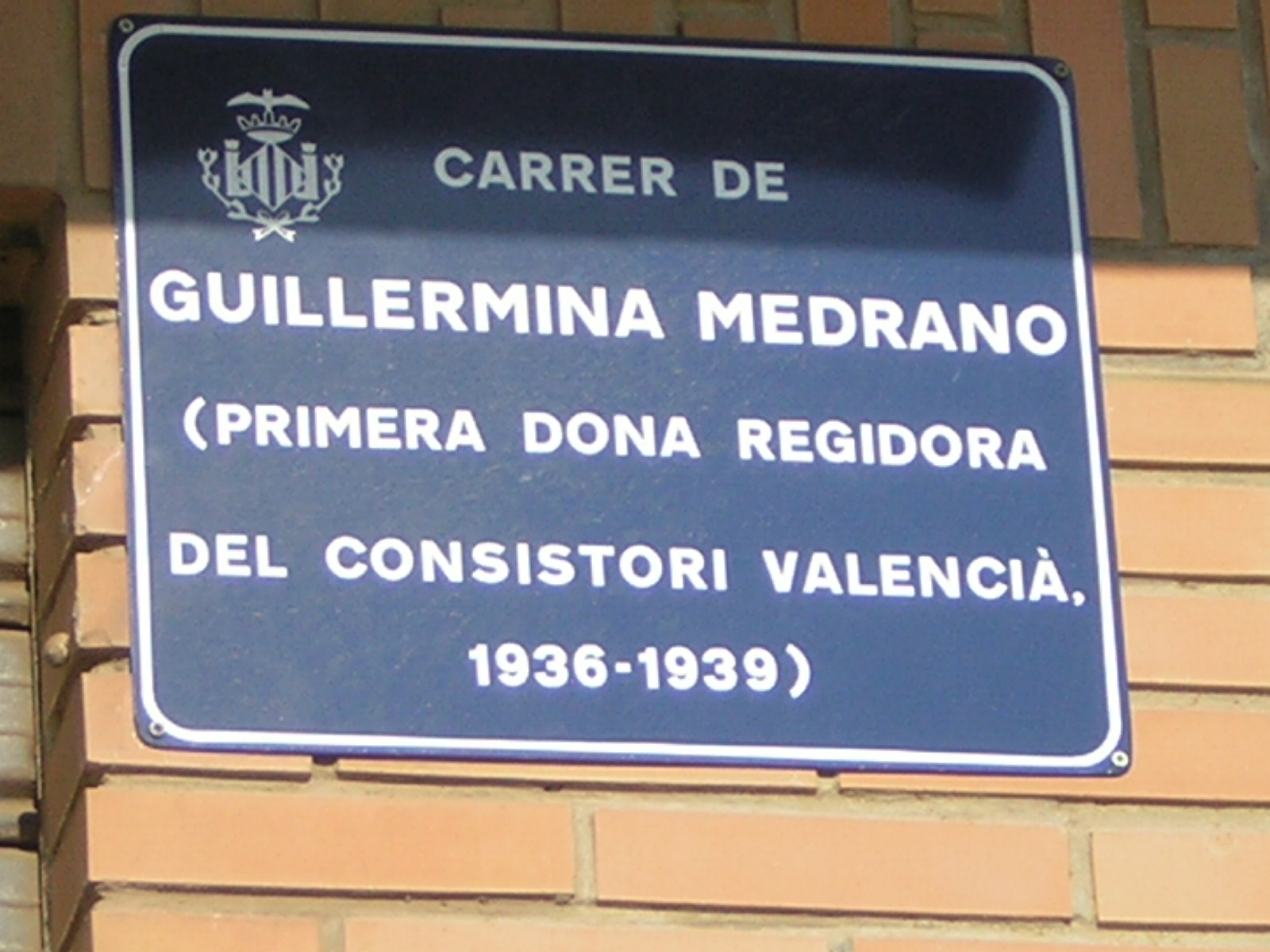
Placa de la calle Guillermina Medrano

Guillermina Medrano Aranda (Albacete, 8 de diciembre de 1912 - Valencia, 28 de septiembre de 2005) fue una maestra y política española, la primera mujer en ser concejala en el Ayuntamiento de Valencia.

## Biografía
Guillermina Medrano —como se conoció a Balbina Medrano Aranda— nació en el seno de una familia republicanasocialista. Estudió magisterio y filosofía. Se especializó en la educación de personas con deficiencias. Fue seguidora de las ideas de la Institución Libre de Enseñanza. 
Contrajo matrimonio con Rafael Supervía, presidente provincial de Izquierda Republicana.

## Trayectoria
Medrano entró muy joven en el Partido Radical Socialista y en las elecciones de 1936 formó parte de la lista electoral de Izquierda Republicana al Ayuntamiento de Valencia. Salió elegida y fue la primera mujer concejala en el Ayuntamiento de Valencia (1936-1939). En esta formación fundó el Comité Femenino del que fue su presidenta. 
De forma paralela, su actividad política incluyó la dirección del Centro Republicano del Cabanyal y el programa de acogida de la infancia de Asturias.
Participó en la organización de las colonias escolares, proyecto truncado por la sublevación militar. 
Durante la guerra se centró en la asistencia social a la infancia tanto de Valencia como de refugiados procedentes de otras zonas, así como habilitó viviendas para las familias evacuadas de Madrid. Se hizo cargo y dirigió el asilo de San Eugenio de Liria que pasó a llamarse Casa de la Infancia Giner de los Ríos, con niños dependientes del Tribunal de Menores.
Al terminar la guerra, se exilió a Francia Representó a las Juventudes de Izquierda Republicana (JIR) en la Alianza Juvenil Antifascista (AJA) y también fue la secretaria de Diego Martínez Barrio, presidente de la II República en el exilio.
Consiguió reunirse en Francia con su marido, con quien se marchó a Santo Domingo. Allí fundó una escuela donde fue profesora de la Escuela Normal y dirigió el Instituto Escuela Ciudad Trujillo. Trabajó para el Ministerio de Educación y en 1941 la nombraron Secretaria de Relaciones Exteriores de Juventud Republicana Española.
La dictadura de Trujillo la obligó a trasladarse a Estados Unidos y en 1945 se instaló en Washington. Fue profesora de español en la Sidwell Friends School hasta 1978 y en la American University de Washington entre 1978 y 1983. Su domicilio fue residencia habitual de Indalecio Prieto. Presidió durante varios años la American Association of Teachers of Spanish and Portuguese.
En 1965 recibió el premio Commencement de la Harvard University como maestra distinguida. Este galardón premia la trayectoria docente del profesorado de enseñanza secundaria de Estados Unidos y goza de gran prestigio en la comunidad educativa norteamericana. La noticia del premio se recibió con enorme satisfacción entre loa círculos de personas en el exilio y por ejemplo en México le hicieron un homenaje a Guillermina Medrano, el 8 de julio de 1965, organizado por el Centro Republicano Español de México.
Publicaba bajo el seudónimo de Vilma o Wilma Castro.
Conocida como Guillermina Supervía, se integró en organizaciones políticas, como American For Democratic Action, que reivindicaron la llegada de la democracia a España y la reinstauración de la República. 
Durante muchos años compaginó su estancia entre Valencia y Estados Unidos, y a finales de 1990 se instaló en Valencia. Se centró en organizar su archivo y biblioteca para donarlo a la Biblioteca Valenciana, donde se puede en la referencia Archivo Medrano-Supervía, constiuyendo un fondo imprescindible de conocimiento sobre el exilio español en América.
En el año 2001 fue homenajeada durante el desarrollo de un curso de recuperación del patrimonio cultural de la República Española organizado en la Biblioteca Valenciana, a la que dio numerosos fondos, como cartas de políticos e intelectuales y hasta un poema que le dedicó Jorge Guillén, tanto propios como de su esposo Rafael Supervía.
El 8 de marzo de 2012, la Federación de Trabajadores por la Enseñanza (FETE) del sindicato UGT, rindió un homenaje a las maestras republicanas entre las que se encontró Balbina Medrano además de Julia Vigre, Antonia Adroher, Pepita Uriz, Veneranda Manzano, Palmira Pla, Regina Lago, Emilia Elías de Ballesteros por su labor pedagógica con un modelo “basado en una educación publica, obligatoria, gratuita, activa, laica, bilingüe y solidaria que intentaba terminar con la discriminación por sexo o clase social".

## Reconocimientos
- 1965ː Premio Commencement de la Universidad de Harvard.[5]

- 1986ː El gobierno español le concedió el Lazo de Dama de Isabel la Católica.[11][12]
- El Ayuntamiento de Valencia le dedicó una calle en la pedanía de Borbotó.[13]
- 2001ː Premio de Dones Progresistes.[14]
- 2001ː Premio Isabel Ferrer de la Dirección general de la Mujer de la Generalitat (2001)[15] y Mujeres Progresistas.